# مركز التحقيقات الاجتماعية (جامعة أوكسفورد)
مركز التحقيقات الاجتماعية (بالإنجليزية: Centre for Social Investigation اختصارا (CSI) هو مجموعة بحثية متعددة التخصصات مقرها في كلية نوفيلد، جامعة أكسفورد، إنجلترا.
يقود المركز البروفيسور أنتوني هيث، افتتح المركز رسميًا في مارس 2015، ويهدف المركز إلى معالجة القضايا الاجتماعية المعاصرة ذات الاهتمام العام، وإجراء أبحاث موثوقة حول القضايا الاجتماعية المركزية التي تعتمد على الخبرة متعددة التخصصات  في الاقتصاد والسياسة وعلم الاجتماع والتخصصات ذات الصلة مثل السياسة الاجتماعية. وينصب التركيز بشكل خاص على فحص التقدم الاجتماعي في بريطانيا  ولهذا الغرض، أجرى المركز أبحاثًا تغطي موضوعات تشمل الجريمة،  التعليم،  رأس المال الاجتماعي،   متوسط العمر المتوقع،  الفساد،  انعدام الأمن الغذائي  و «العمالقة الخمسة» لـBeveridge.  كما يقوم المركز بإجراء أبحاث حول عدم المساواة،  بما في ذلك تلك المتعلقة بالجنس، العرق والطبقة.   
أبحاث مركز التحقيقات الاجتماعية مستقلة وغير حزبية وليس لها انتماء سياسي أو ميل لطرف محدد، ويتم تقديم المشورة إلى المركز من قبل مجلس استشاري يعمل أعضاؤه في مجال البحوث والسياسات والقطاع الخاص، وبشكل غير معتاد بالنسبة لمجموعة بحثية أكاديمية يركز المركز بقوة على نشر أبحاثه خارج النواتج الأكاديمية التقليدية لإتاحة الوصول لنتائج أنشطته للجمهور غير التقني والعلمي، بما في ذلك صانعي السياسات والجمهور بشكل عام، ويحتفظ المركز بمدونة تحتوي على مشاركات من باحثيه ومن المساهمين الضيوف.

## روابط خارجية
- موقع مركز التحقيقات الاجتماعية CSI